# Just Like Paradise
Just Like Paradise è un singolo del cantante statunitense David Lee Roth, il primo estratto dall'album Skyscraper nel 1988.
È diventato il singolo di maggior successo pubblicato da Roth durante la sua carriera solista. Ha raggiunto la top 10 delle classifiche sia negli Stati Uniti che in Canada.

## Video musicale
Il videoclip del brano mostra David Lee Roth e la sua band mentre si esibiscono sul palco, alternati ad altre immagini in cui si vede il cantante arrampicato sulle cime dello Half Dome.

## Nella cultura di massa
La canzone appare in una delle prime scene del film Rock of Ages, quando viene cantata da Julianne Hough dopo il suo arrivo a Hollywood.

## Tracce
7" Vinyl
1. Just Like Paradise – 4:03
2. The Bottom Line – 3:37

12" Vinyl (UK)
1. Just Like Paradise – 4:03
2. The Bottom Line – 3:37
3. Yankee Rose – 3:47

## Formazione
- David Lee Roth – voce
- Steve Vai – chitarra
- Billy Sheehan – basso
- Gregg Bissonette – batteria
- Brett Tuggle – tastiere

## Classifiche
| Classifica (1988)             | Posizione massima |
| ----------------------------- | ----------------- |
| Canada                        | 8                 |
| Irlanda                       | 24                |
| Nuova Zelanda                 | 13                |
| Paesi Bassi                   | 77                |
| Regno Unito                   | 27                |
| Stati Uniti                   | 6                 |
| Stati Uniti (mainstream rock) | 1                 |